# Juan Trippe
Juan Terry Trippe (27 de junio de 1899 - 3 de abril de 1981) fue un pionero y empresario de la aviación comercial estadounidense, fundador de la legendaria y ya desaparecida empresa Pan American World Airways, más conocida como Pan Am.
Nacido en la pequeña población de Sea Bright, estado de Nueva Jersey, Trippe completó su educación secundaria en The Hill School en 1917, y luego se graduó en la prestigiosa Universidad de Yale solo cuatro años después, en 1921.
Poco después de graduarse, comenzó a trabajar en finanzas en Wall Street, pero pronto se aburriría de realizar esa "monótona" tarea. Posteriormente, luego de recibir una herencia, comenzó a trabajar con New York Airways, un por entonces novedoso servicio de taxi aéreo para ricos y poderosos.

## Biografía
Junto con algunos amigos ricos de la Universidad de Yale, Trippe invirtió en una aerolínea llamada Colonial Air Transport. Interesado en expandirse hacia el mercado potencial del Caribe, Trippe creó la Aviation Company of the Americas. Con sede en Florida, la joven compañía crecería y evolucionaría hasta convertirse en Pan Am, aunque en ese tiempo se presentaba bajo el nombre formal de Pan American Airways.
El primer vuelo de la naciente Pan Am despegó el 19 de octubre de 1927, desde Key West (Cayo Hueso), Florida, hacia la capital cubana de La Habana. Para eso se alquiló un hidroavión Fairchild FC-2, que se entregaría a West Indian Aerial Express, en la República Dominicana. El vuelo de regreso desde La Habana a Key West, en un Fokker F.VII, tuvo lugar el 29 de octubre, retrasándose el vuelo un día a causa de la lluvia
Más tarde, Trippe compró la Corporación Nacional China de Aviación para prestar servicios de transporte aéreo nacional en la República de China. Además, se convertiría en socio de Panagra. En la década de 1930, Pan Am se convirtió en la primera línea aérea comercial en cruzar el Océano Pacífico, con los famosos hidroaviones Boeing 314 Clipper.
Juan Trippe fue el presidente de la Junta de Directores de la compañía aérea durante  los años comprendidos entre la fundación de la compañía y la Segunda Guerra Mundial, a excepción de un bienio, en el que "Sonny" Whitney, un accionista, logró apoderarse de esa posición. Más tarde este último lamentaría su acción y permitió a Trippe retomar la dirección. Trippe no perdonaría a Whitney por eso durante un largo período de tiempo. En un momento dado, incluso había acordado reunirse con Whitney para un almuerzo de reconciliación, pero -todavía resentido- luego cambió de idea y regresó poco después de salir de su oficina, ubicada en el famoso Edificio Chrysler.
Por su parte, Pan Am siguió expandiéndose incluso durante la Segunda Guerra Mundial, ya que esta prácticamente no afectó al continente americano, la principal región geográfica de operaciones de la compañía.
Trippe es considerado como el padre de la clase turista en el transporte aéreo, que sería fundamental para permitir la masificación del tráfico aéreo de pasajeros. Además sería la principal fuerza impulsora detrás de la cadena hotelera Intercontinental Hotel Group
Trippe rápidamente vislumbró las nuevas y extensas oportunidades que ofrecían los por entonces recientes aviones de reacción de pasajeros, por lo que decidió encargar varios Boeing 707 y Douglas DC-8, los respectivos "buques insignia" de los dos grandes fabricantes estadounidenses de la época. El primer vuelo a reacción de Pan Am tendría lugar en octubre de 1958, cuando un Boeing 707 que despegó del Aeropuerto Internacional de Idlewild en Nueva York (posteriormente JFK) con destino a París, capital de Francia.
Los nuevos aviones a reacción de Pan Am permitieron introducir tarifas más bajas, y eso no se debía necesariamente a una mejor eficiencia en el consumo de combustible, sino más bien a que permitían transportar a bastante más pasajeros que sus antecesores con motores de explosión de pistones, reduciendo por lo tanto el costo unitario por persona transportada y por kilogramo de carga útil.
En 1965 Trippe recibió el premio Tony Jannus por su contribución al desarrollo de la aviación comercial.

## Pan Am y Boeing
En 1965, Trippe pidió a su amigo Bill Allen de la Boeing que su empresa produjese un avión mucho más grande que el Boeing 707, el cual solo permitía filas de seis pasajeros (tres a cada lado del único pasillo -single aisle en inglés- ). El gran constructor aeronáutico en esos tiempos estaba embarcado en el desarrollo de un gigantesco avión de transporte "estratégico" de tropas y de pertrechos militares, que competiría con el no menos colosal Lockheed C-5 Galaxy, que finalmente resultaría ganador del contrato de la Fuerza Aérea estadounidense. El producto final de la Boeing fue el enorme Boeing 747, que rápidamente, en marzo de 1966, sería reconvertido a avión comercial. La anormalmente ancha cabina de pasajeros de este (de unos 6,1 m) permitía alojar hasta diez personas por fila en clase turista, con dos pasillos (twin aisle), en una configuración 3-4-3. Y Pan Am no solo fue su primer cliente, tras firmar Juan Trippe el pedido de compra inicial el 13 de abril de 1966 (a solo un mes de su lanzamiento oficial), sino que los 525 millones de dólares de la época involucrados en la operación (21 aeronaves a un costo unitario de 25 millones por cada una) resultarían fundamentales para darle el empujón definitivo al programa del Jumbo Jet. De hecho se trataba de una arriesgada apuesta calculada, y Boeing se jugaba gran parte de su futuro, y cuyo eventual fracaso comercial podría haber llevado a la quiebra del fabricante.
En definitiva, podría decirse que se trató de una gran relación simbiótica: Pan Am, de acuerdo a la visión de Trippe, necesitaba de un nuevo y revolucionario avión que le permitiese masificar los viajes aéreos, y Boeing, por su parte, precisaba ubicar su descomunal nuevo producto en el mercado aerocomercial, preferentemente para el transporte de pasajeros o, en su defecto, tratar de ubicarlo como carguero (no ya militar, sino civil).
El trascendental acuerdo podría resumirse como "si ustedes lo fabrican, nosotros lo compramos" (de Pan Am a Boeing), e inversamente, "nosotros los fabricamos si ustedes lo compran" (es decir, si hacen varios pedidos de antemano, por parte de Boeing a Pan Am). Como el paso de los años lo demostraría, pocas veces en la historia aeronáutica la pérdida de un contrato con los militares tendría, en el mediano y largo plazo, un sabor tan dulce.
No obstante, para ese momento Trippe todavía creía que el descomunal y lento 747 sería relegado para transportar grandes volúmenes de carga, y que los aviones subsónicos de pasajeros en general serían paulatinamente superados y reemplazados por sus (entonces novedosos) competidores supersónicos, los cuales estaban en etapa de desarrollo, y resultarían ser prácticamente contemporáneos del gigantesco avión de la Boeing.
Los aviones supersónicos de pasajeros, que para algunos durante la década de 1960 parecían ser el inevitable futuro de la aviación civil, terminaron siendo un fiasco comercial (aunque no así tecnológico). De hecho tan solo se llegarían a su etapa final de desarrollo el proyecto anglofrancés Concorde y su contraparte soviético, el Tupolev Tu-144. Del primero solo se llegarían a fabricar 14 de los por lo menos 200 necesarios solo para recuperar la inversión y el segundo, del cual algunos alegarían que el KGB soviético había obtenido los planos del diseño tridimensional del borde de ataque alar del Concorde mediante espionaje industrial, fue un fracaso aún mayor. Incluso el prototipo del Tu-144 que había sido presentado en la famosa exhibición aeronáutica de Le Bourget (cerca de París, Francia) en 1973 terminó explotando en el aire, matando a su piloto y copiloto, ante los ojos de los atónitos espectadores. Sumado a un lobby impulsado ante el congreso para limitar el despliegue de la aeronave europea en territorio norteamericano mediante la aplicación de normas restrictivas
Debido al estruendoso fracaso del Concorde, el Boeing 747 se transformaría en el indiscutible e icónico rey de la aviación comercial, sobre todo en la ruta aerocomercial de mayor densidad del mundo, la del Atlántico Norte. Sencillamente no podían compararse diez asientos por fila contra solo cuatro de ellos.

## Años posteriores
Trippe renunció finalmente a la presidencia de la compañía aérea en 1968. Continuó asistiendo a las reuniones de la Junta de Directores, y mantenía una oficina propia en el edificio de la empresa ubicado en Park Avenue. Su primer sustituto, Harold Gray, se retiró poco después de haberse convertido en presidente, debido al cáncer. El sucesor de este, Najeeb Halaby, fue visto como demasiado agresivo e impulsivo por parte de varios miembros del directorio de accionistas, por lo que sería finalmente despedido en consecuencia. El general William Seawell, que era el subordinado inmediato de Halaby, sería entonces nombrado como el siguiente presidente. Trippe moriría durante su mandato, en 1981 en la ciudad de Los Ángeles. Sus restos mortales descansan en el cementerio Green-Madera, en Brooklyn, ciudad de Nueva York.
En 1985 Trippe recibió póstumamente la Medalla presidencial de la Libertad de parte del entonces presidente, Ronald Reagan.
Por otra parte, a pesar de que suele creer que Trippe era de origen cubano, total o parcialmente, en realidad era de ascendencia nórdica. Simplemente había recibido su nombre en honor del padrastro cubano de su madre. Al parecer, a Juan Trippe le desagradaba su nombre de pila, e incluso habría considerado la posibilidad de cambiárselo legalmente, pero finalmente decidió no hacerlo, al darse cuenta de lo potencialmente ventajoso que le era a la hora de negociar en América Latina, ya que sus interlocutores locales pudieran pensar que él era un estadounidense de origen hispano.
Su esposa, Elizabeth Betty Stettinius Trippe (1904-1983) fue hermana del Secretario de Estado estadounidense Edward R. Stettinius, Jr. Tuvieron cuatro hijos, quienes en la actualidad residen en Tucker's Town, en las islas Bermudas, archipiélago cercano a las costas del estado de Florida.
Trippe fue interpretado en el cine por Pat O'Brien en The China Clipper y por Alec Baldwin en El aviador, de Martin Scorsese.